# Vrigne aux Bois
Vrigne aux Bois is een commune nouvelle in het Franse departement Ardennes in de regio Grand Est en maakt deel uit van het arrondissement Sedan. De gemeente telde 3.524 inwoners op 1 januari 2022.

## Geschiedenis
De gemeente werd op 1 januari 2017 gevormd door de fusie van Bosseval-et-Briancourt en Vrigne-aux-Bois.

## Geografie
De oppervlakte van Vrigne aux Bois bedraagt 22,57 vierkante kilometer; Op 1 januari 2022 was de bevolkingsdichtheid 156,1 inwoners per km².
De onderstaande kaart toont de ligging van Vrigne aux Bois met de belangrijkste infrastructuur en aangrenzende gemeenten.

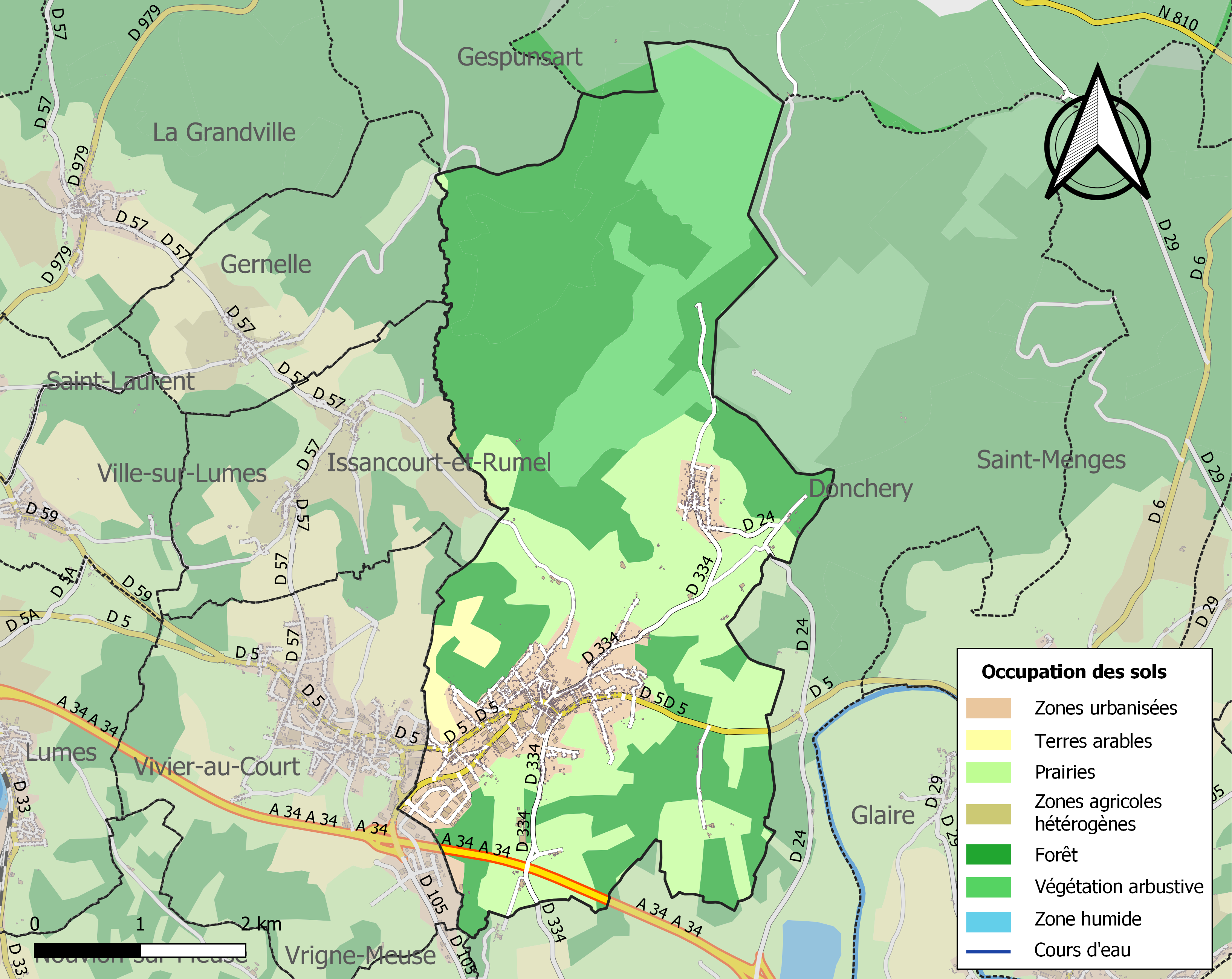